# Orašac (gmina Travnik)
Orašac – wieś w Bośni i Hercegowinie, w Federacji Bośni i Hercegowiny, w kantonie środkowobośniackim, w gminie Travnik. W 2013 roku pozostawała niezamieszkana.